# Сасвад
Сасвад — місто в окрузі Пуне, штат Махараштра, Індія. Неподалік знаходиться місто Гіваре, округ Ахмеднагар, Кгалад, Шіврі, Йєюрі. Містом протікає річка Ніра, впадає у неї річка Карга. Розташоване за 30 км від адмінцентру округа, міста Пуне.
В місті розташовані привабливі для туристів стародавні храми.